# Польский, Юрий Ехилевич
Юрий Ехилевич Польский (11 июня 1931 — 15 мая 2018) — советский и российский физик, доктор физико-математических наук, профессор радиотехнического факультета Казанского авиационного института. Заслуженный деятель науки РФ.

## Биография
После окончания физико-математического факультета Казанского университета (1954) получил распределение в Казанский авиационный институт: старший лаборант, затем ассистент, с 1957 года старший преподаватель кафедры Радиопередающих и радиоприемных устройств (РРУ).
Одновременно работал инженером проблемной лаборатории магнитной радиоспектроскопии (ПЛМРС), организованной при КГУ.
В 1960 году поступил в аспирантуру КГУ и в 1963 г. защитил кандидатскую диссертацию (научный руководитель С. А. Альтшулер).
В 1964—1972 гг. доцент кафедры радиопередающих и радиоприемных устройств. Руководил НИИР по лазерам и лазерным системам различного назначения, в результате которых была предложена новая схема оптического резонатора с обращением волнового фронта. В 1972 году на основе этих работ защитил докторскую диссертацию.
В 1975 году утверждён в ученом звании профессора и избран на должность заведующего кафедрой квантовой электроники. С 1988 года после объединения кафедр РРУ и КЭ — заведующий кафедрой Радиоэлектронных и квантовых устройств.
В период его руководства на кафедре создана научная школа, основными направлениями которой являются:
- Лазеры с нестационарными резонаторами, методы управления и стабилизации параметров излучения, резонаторы с преобразованием светового пучка и лазеры на их основе.
- Системы оптического мониторинга атмосферы, проблемы точности измерений сигналов, изменяющихся в большом динамическом диапазоне.
- Световолоконные датчики и системы комплексной безопасности скоростных транспортных средств.
- Технологии контролируемого синтеза полимерных материалов с воспроизводимыми структурой и свойствами

## Награды и звания
Заслуженный деятель науки РФ, Заслуженный деятель науки и техники РТ.
Награждён золотой и двумя серебряными медалями ВДНХ СССР, медалью «За освоение целинных земель» (1957), медалью «За трудовую доблесть», знаком «Отличник высшей школы».